# Spoorlijn Čadca – Zwardoń
De Slowaakse spoorlijn Čadca-Zwardoń (lijn 129) is een belangrijke spoorverbinding tussen Slowakije en Polen. In Čadca splitst ze af, van de lijn Košice – Žilina – Bohumín, en klimt ze steil in het Beskiden-gebergte, op weg naar het Poolse spoorwegnet alwaar het buitenlandse grensstation Zwardoń de terminus is. Deze lijn is enkelsporig en maakt deel uit van de Pan-Europese corridor nummer VI.

## Geschiedenis

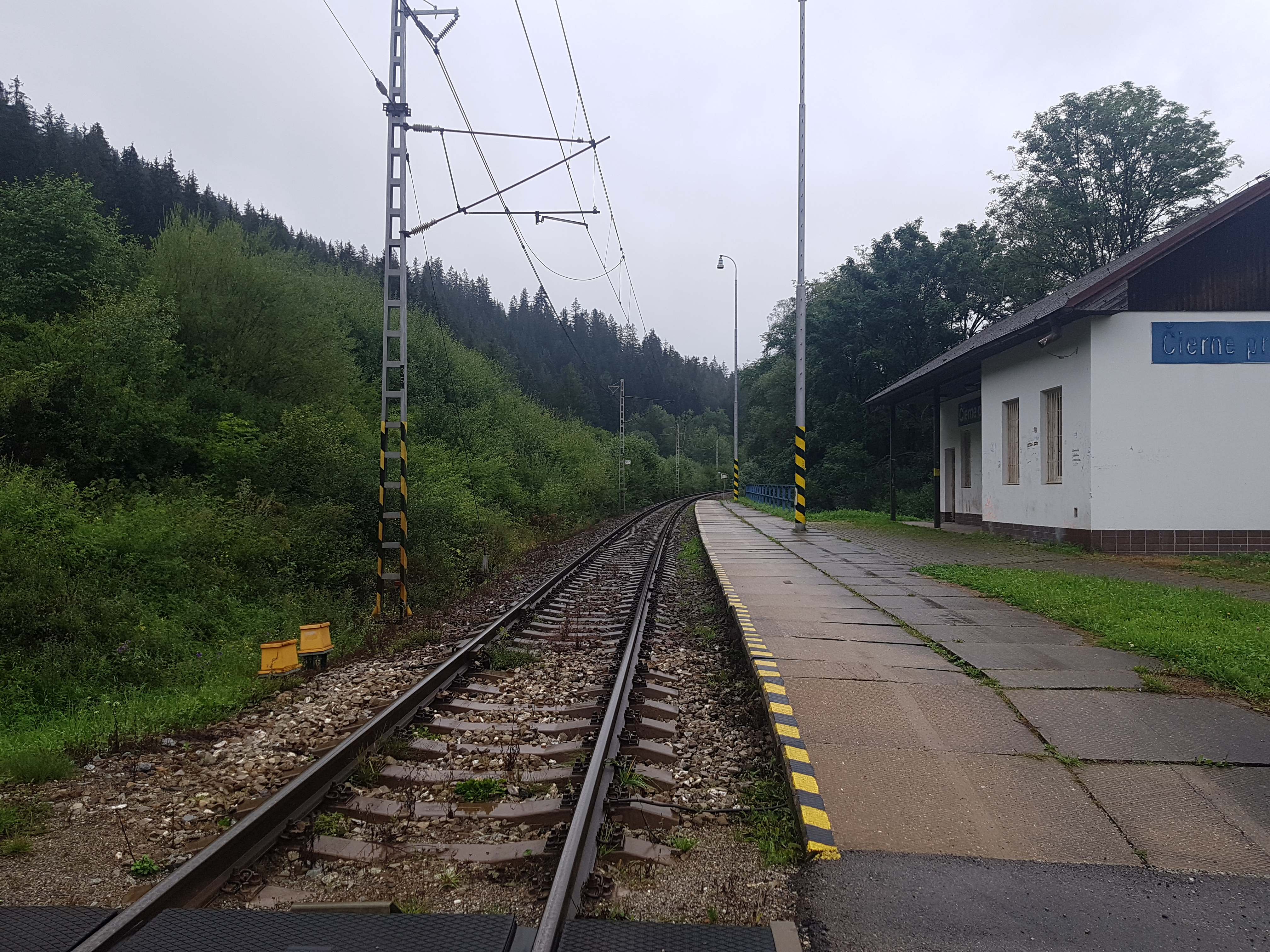
Station Čierne pri Čadci zastávka

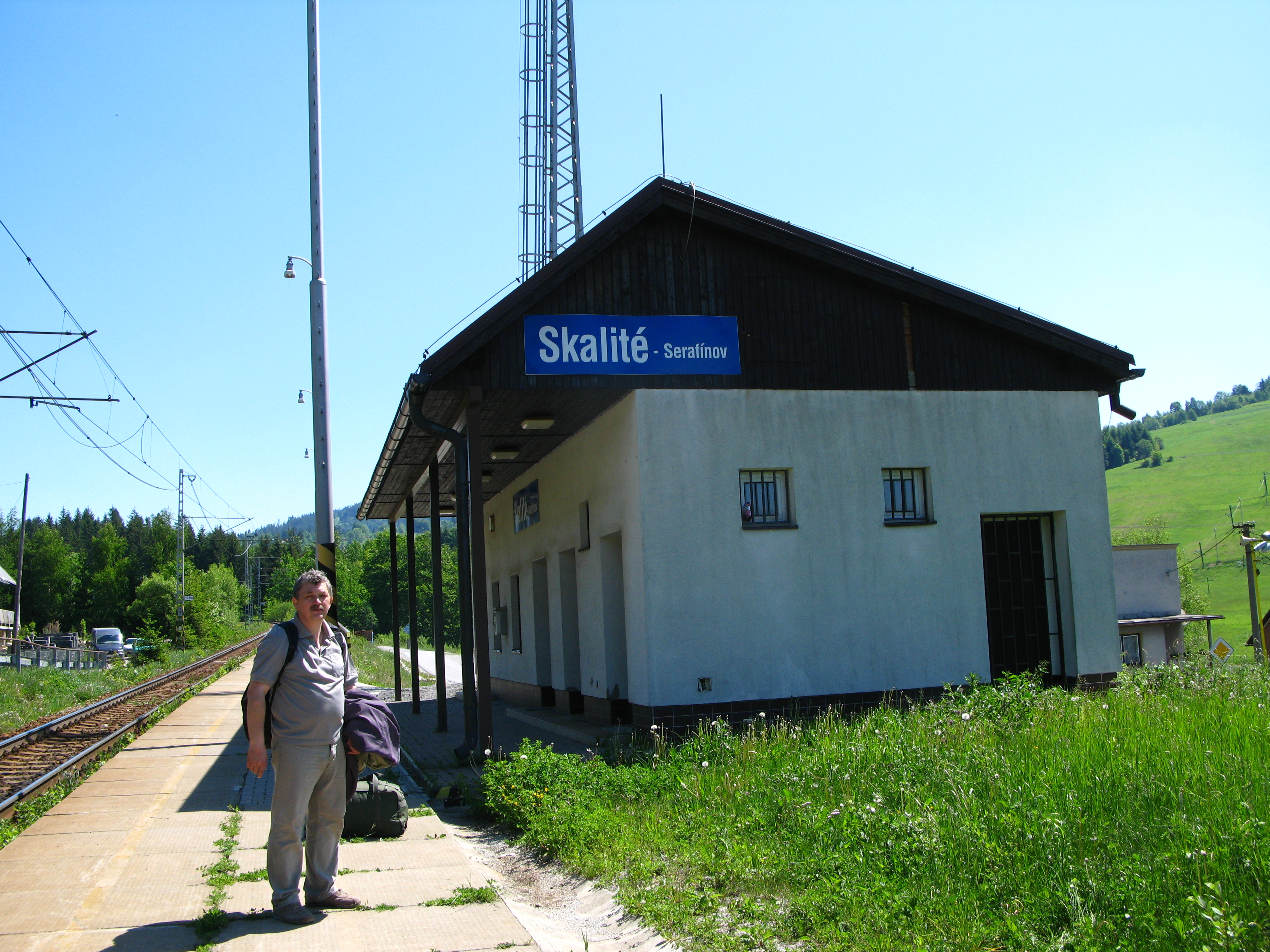
Station Skalité-Serafínov

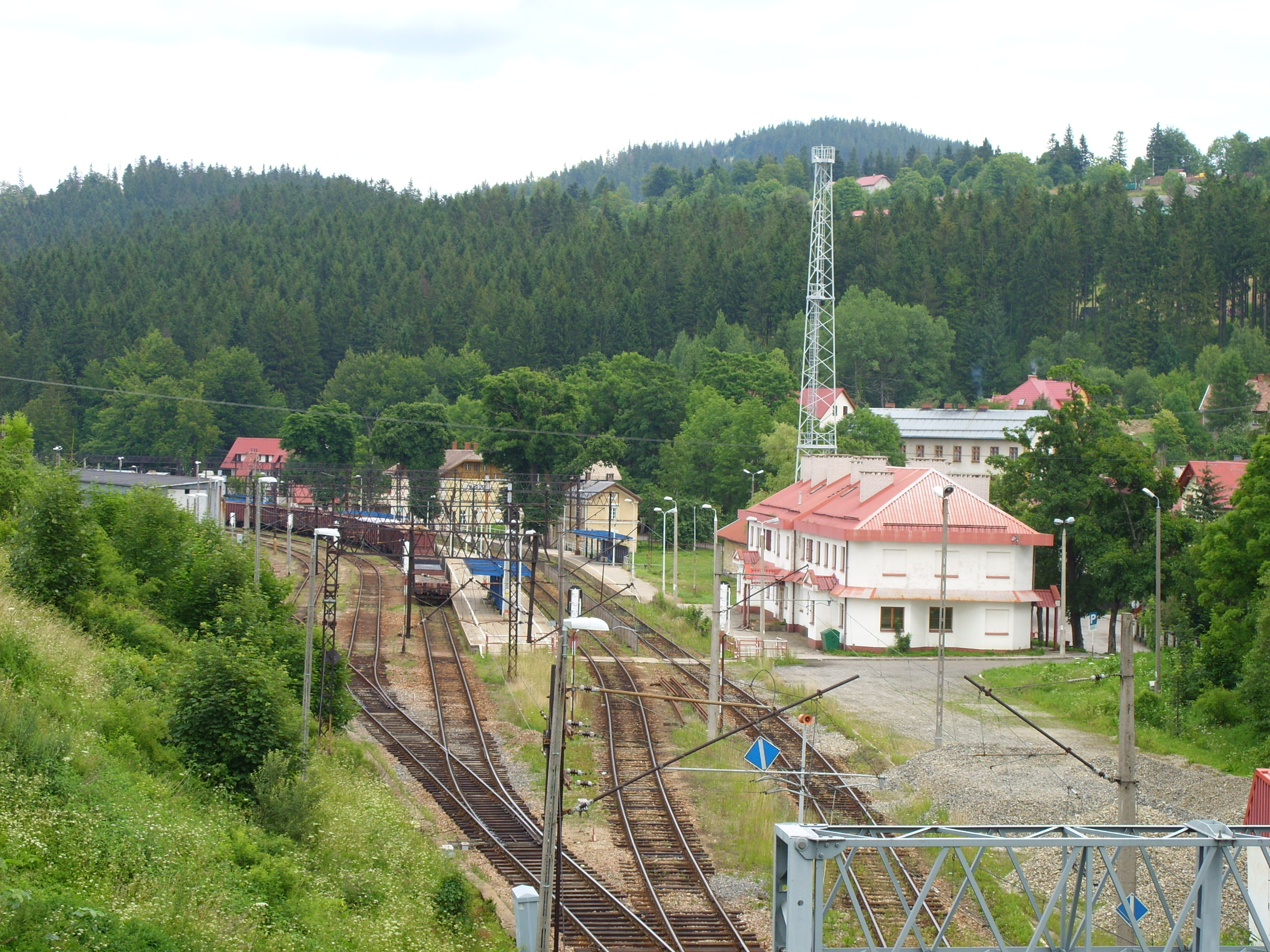
Het grensstation Zwardoń in Polen

De lijn werd op 3 november 1884 in dienst gesteld door de Hongaarse Staatsspoorwegen (MAV). Voor rekening van deze onderneming werd de exploitatie overgenomen door de particuliere maatschappij: Kaschau-Oderberger Bahn (KsOd).
In 1938, tijdens de grensconflicten tussen Tsjecho-Slowakije en Polen, bezette Polen grote delen van deze lijn op Tsjecho-Slowaaks grondgebied. In 1939 werd het bezet gebied teruggegeven aan Slowakije, maar in 1945 werd de lijn opnieuw door Polen bezet en slechts in 1947 teruggegeven. Haar technische toestand leed zwaar onder de gebeurtenissen van de Tweede Wereldoorlog. Nadien werd ze op Slowaakse grondgebied hersteld, doch slechts tot aan het Slowaakse grensstation: Skalité-Serafínov.
Pas in 1991 werd het grensoverschrijdende traject hersteld en op 1 juni 1992 reed na jarenlange onderbreking de eerste trein opnieuw voorbij de landsgrens. Nadien werd de lijn geëlektrificeerd en de werkzaamheden dienaangaande waren in 2002 voltooid.

## Treindienst
Anno 2023 rijden er binnenlandse treinen naar Žilina, Liptovský Mikuláš en naar het station Poprad-Tatry, evenals internationale treinen van Žilina naar Katowice en Krakau. Ook voor het goederenvervoer is deze lijn van groot belang.

## Lijnsnelheid
De maximumsnelheid bedraagt:
- Čadca – Skalité: 100 km/h,
- Skalité – landsgrens: 70 km/h.

## Stations en stopplaatsen
- Vertakking met lijn 127 richting Žilina
- Vertakking met lijn 128 richting Makov

- Čadca
  -     - Vertakking met lijn 127 richting Bohumín
- Svrčinovec
- Čierne
- Čierne pri Čadci zastávka
- Čierne-Polesie
- Skalité zastávka
- Skalité
- Skalité pod Poľanou
- Skalité-Kudlov
- Skalité-Serafínov
  - Grens Slowakije-Polen
- Zwardoń (Polen)